# Linafoot 2024-2025
La Linafoot 2024-2025 è stata la 64ª edizione della massima serie del campionato di calcio della Repubblica Democratica del Congo. La stagione è iniziata il 15 settembre 2024 e si sarebbe dovuta concludere nell'aprile 2025, ma a causa di ritardi vari è stata prolungata fino al 27 giugno 2025. Il TP Mazembe era la squadra campione in carica.
La competizione è stata vinta dall'Aigles du Congo, alla sua prima vittoria nel campionato nazionale.

## Stagione

### Novità
Dalla stagione precedente sono stati retrocessi Groupe Bazano, Sanga Balende e Panda B52 Likasi, ultime tre classificate del gruppo retrocessione A, insieme con Étoile de Kivu, Renaissance du Congo e Celeste, ultime tre classificate nel gruppo retrocessione B. Al loro posto, dalla seconda divisione sono stati promossi Anges Verts, Bukavu Dawa, Makiso, Malole, New Jack e Tanganyika.

### Formula
Le 20 squadre partecipanti sono divise in due gironi da 10 squadre che giocano con partite di andata e ritorno, per un totale di 18 giornate. 
Al termine di esse, le prime cinque classificate di ogni girone si qualificano per il gruppo scudetto, un ulteriore girone da 10 squadre che giocano andata e ritorno, per un totale di 18 ulteriori giornate. La prima classificata è campione della Repubblica Democratica del Congo e si qualifica per la CAF Champions League 2025-2026 insieme con la seconda, mentre la terza classificata si qualifica per la Coppa della Confederazione CAF 2025-2026.
Le ultime cinque squadre di ognuno dei due gironi si qualificano invece per il gruppo retrocessione, diviso in due gironi, ognuno da 5 squadre, che giocano andata e ritorno per un totale di 8 ulteriori giornate. Le ultime tre classificate di ognuno dei due gironi sono retrocesse in Ligue 2.

## Squadre partecipanti
| Squadra           | Città      | Stagione precedente                             |
| ----------------- | ---------- | ----------------------------------------------- |
| Aigles du Congo   | Kinshasa   | 4° in Linafoot - gruppo promozione              |
| Anges Verts       | Kinshasa   | Ligue 2                                         |
| Blessing          | Kolwezi    | 2° in Linafoot - gruppo retrocessione A         |
| Bukavu Dawa       | Bukavu     | Ligue 2                                         |
| CS Don Bosco      | Lubumbashi | 7° in Linafoot - gruppo promozione              |
| Dauphins Noirs    | Goma       | 6° in Linafoot - gruppo promozione              |
| Kuya Sport        | Kinshasa   | 3° in Linafoot - gruppo retrocessione B         |
| Lubumbashi Sport  | Lubumbashi | 8° in Linafoot - gruppo promozione              |
| Makiso            | Kisangani  | Ligue 2                                         |
| Malole            | Kananga    | Ligue 2                                         |
| Maniema Union     | Kindu      | 2° in Linafoot - gruppo promozione              |
| Motema Pembe      | Kinshasa   | 1° in Linafoot - gruppo retrocessione B         |
| New Jack          | Kinshasa   | Ligue 2                                         |
| Rangers           | Kinshasa   | 2° in Linafoot - gruppo retrocessione B         |
| Saint Éloi Lupopo | Lubumbashi | 3° in Linafoot - gruppo promozione              |
| Simba             | Kolwezi    | 1° in Linafoot - gruppo retrocessione A         |
| Tanganyika        | Kalemie    | Ligue 2                                         |
| TP Mazembe        | Lubumbashi | Campione della Repubblica Democratica del Congo |
| Tshinkunku        | Kananga    | 3° in Linafoot - gruppo retrocessione A         |
| Vita Club         | Kinshasa   | 5° in Linafoot - gruppo promozione              |

## Girone A

### Classifica
|  | Pos. | Squadra           | Pt | G  | V  | N | P  | GF | GS | DR  |
|  | ---- | ----------------- | -- | -- | -- | - | -- | -- | -- | --- |
|  | 1.   | TP Mazembe        | 53 | 22 | 17 | 2 | 3  | 45 | 9  | +35 |
|  | 2.   | Saint Éloi Lupopo | 53 | 22 | 17 | 2 | 3  | 33 | 8  | +25 |
|  | 3.   | Sanga Balende     | 37 | 22 | 11 | 4 | 7  | 24 | 19 | +5  |
|  | 4.   | Tanganyika        | 36 | 22 | 12 | 0 | 10 | 34 | 25 | +9  |
|  | 5.   | Simba             | 36 | 22 | 10 | 6 | 6  | 25 | 18 | +7  |
|  | 6.   | CS Don Bosco      | 30 | 22 | 8  | 6 | 8  | 24 | 20 | +4  |
|  | 7.   | Blessing          | 28 | 22 | 7  | 7 | 8  | 22 | 27 | -5  |
|  | 8.   | Groupe Bazano     | 24 | 22 | 7  | 3 | 12 | 21 | 33 | -12 |
|  | 9.   | Malole            | 23 | 22 | 5  | 8 | 9  | 14 | 26 | -12 |
|  | 10.  | Tshinkunku        | 22 | 22 | 5  | 7 | 10 | 7  | 19 | -12 |
|  | 11.  | Lubumbashi Sport  | 22 | 22 | 5  | 7 | 10 | 17 | 30 | -13 |
|  | 12.  | Panda B52         | 5  | 22 | 1  | 2 | 19 | 8  | 40 | -32 |

Legenda:
      Ammesse al Gruppo scudetto
      Ammesse al Gruppo retrocessione
Note:

Tre punti a vittoria, uno a pareggio, zero a sconfitta.
In caso di arrivo di due o più squadre a pari punti, la graduatoria verrà stilata secondo la classifica avulsa tra le squadre interessate che prevede, in ordine, i seguenti criteri:
- Punti generali
- Differenza reti generale
- Reti realizzate in generale
- Partite vinte in generale
- Partite vinte in trasferta
- Punti negli scontri diretti
- Differenza reti negli scontri diretti
- Differenza reti generale
- Sorteggio

## Girone B

### Classifica
|  | Pos. | Squadra              | Pt | G  | V  | N | P  | GF | GS | DR  |
|  | ---- | -------------------- | -- | -- | -- | - | -- | -- | -- | --- |
|  | 1.   | Maniema Union        | 43 | 19 | 13 | 4 | 2  | 32 | 10 | +22 |
|  | 2.   | Aigles du Congo      | 41 | 21 | 12 | 5 | 4  | 24 | 12 | +12 |
|  | 3.   | Rangers              | 34 | 21 | 9  | 7 | 5  | 25 | 16 | +9  |
|  | 4.   | Vita Club            | 29 | 21 | 7  | 8 | 6  | 25 | 18 | +8  |
|  | 5.   | Anges Verts          | 29 | 21 | 7  | 8 | 6  | 21 | 21 | 0   |
|  | 6.   | Motema Pembe         | 27 | 21 | 7  | 6 | 8  | 25 | 30 | -5  |
|  | 7.   | Celeste              | 26 | 21 | 7  | 5 | 9  | 19 | 25 | -6  |
|  | 8.   | Renaissance du Congo | 21 | 21 | 4  | 9 | 8  | 18 | 27 | -9  |
|  | 9.   | Dauphins Noirs       | 19 | 12 | 6  | 1 | 5  | 14 | 13 | +5  |
|  | 10.  | Kuya Sport           | 19 | 21 | 5  | 4 | 12 | 18 | 32 | -14 |
|  | 11.  | New Jack             | 15 | 21 | 3  | 6 | 12 | 16 | 29 | -13 |
|  | 12.  | Bukavu Dawa          | 13 | 11 | 3  | 4 | 4  | 14 | 13 | +1  |
|  | 13.  | Étoile de Kivu       | 13 | 11 | 4  | 1 | 6  | 8  | 13 | -5  |

Legenda:
      Ammesse al Gruppo scudetto
      Ammesse al Gruppo retrocessione
Note:

Tre punti a vittoria, uno a pareggio, zero a sconfitta.
In caso di arrivo di due o più squadre a pari punti, la graduatoria verrà stilata secondo la classifica avulsa tra le squadre interessate che prevede, in ordine, i seguenti criteri:
- Punti generali
- Differenza reti generale
- Reti realizzate in generale
- Partite vinte in generale
- Partite vinte in trasferta
- Punti negli scontri diretti
- Differenza reti negli scontri diretti
- Differenza reti generale
- Sorteggio

## Gruppo scudetto
Inizialmente il gruppo scudetto avrebbe dovuto prevedere gare di andata e ritorno, con il termine previsto per il 31 maggio. Tuttavia nella seconda metà di maggio i ripetuti ritardi nel calendario hanno costretto la federazione ad optare per un girone di sola andata. Successivamente è stato garantito un allargamento della stagione al 30 giugno, che avrebbe reso necessario giocare le 11 giornate dell'intero girone di ritorno in tre settimane (mentre il girone di andata aveva richiesto più del doppio del tempo). La federazione ha iniziato a giocare il girone di ritorno, ma a metà giugno è stato deciso di terminare la stagione dopo 16 giornate, su 22 teoriche.

### Classifica finale
|                         | Pos. | Squadra           | Pt | G  | V  | N | P  | GF | GS | DR  |
| ----------------------- | ---- | ----------------- | -- | -- | -- | - | -- | -- | -- | --- |
| RD del Congo (bandiera) | 1.   | Aigles du Congo   | 35 | 16 | 11 | 2 | 3  | 31 | 14 | +17 |
|                         | 2.   | Saint Éloi Lupopo | 33 | 16 | 10 | 3 | 3  | 22 | 7  | +15 |
|                         | 3.   | Maniema Union     | 32 | 16 | 10 | 2 | 4  | 23 | 7  | +16 |
|                         | 4.   | Motema Pembe      | 31 | 16 | 10 | 1 | 5  | 23 | 14 | +9  |
|                         | 5.   | TP Mazembe        | 30 | 16 | 9  | 3 | 4  | 23 | 14 | +9  |
|                         | 6.   | CS Don Bosco      | 27 | 16 | 8  | 3 | 5  | 22 | 14 | +8  |
|                         | 7.   | Tanganyika        | 19 | 16 | 6  | 1 | 9  | 20 | 26 | -6  |
|                         | 8.   | Vita Club         | 18 | 16 | 4  | 6 | 6  | 10 | 13 | -3  |
|                         | 9.   | Simba             | 17 | 16 | 4  | 5 | 7  | 11 | 17 | -6  |
|                         | 10.  | Rangers           | 15 | 16 | 3  | 6 | 7  | 20 | 25 | -5  |
|                         | 11.  | Sanga Balende     | 6  | 16 | 0  | 6 | 10 | 6  | 23 | -17 |
|                         | 12.  | Anges Verts       | 4  | 16 | 0  | 4 | 12 | 15 | 52 | -37 |

Legenda:
      Campione della Repubblica Democratica del Congo e qualificata per la CAF Champions League 2025-2026
      Qualificata per la CAF Champions League 2025-2026
      Qualificata per la Coppa della Confederazione CAF 2025-2026
Note:

Tre punti a vittoria, uno a pareggio, zero a sconfitta.